# Esperiopsis variussigma
Esperiopsis variussigma är en svampdjursart som beskrevs av Kazuo Hoshino 1981. Esperiopsis variussigma ingår i släktet Esperiopsis och familjen Esperiopsidae.
Artens utbredningsområde är havet kring Japan. Inga underarter finns listade i Catalogue of Life.